# Municipi de Sorø
El municipi de Sorø és un municipi danès de la Regió de Sjælland que va ser creat l'1 de gener del 2007 com a part de la Reforma Municipal Danesa, integrant els antics municipis de Dianalund, Stenlille i Sorø. El municipi és situat al centre de l'illa de Sjælland abastant una superfície de 311 km².
La ciutat més important i la seu administrativa del municipi és Sorø (7.708 habitants el 2009). Altres poblacions del municipi són:
- Broby Overdrev
- Dianalund
- Fjenneslev
- Frederiksberg
- Munke Bjergby
- Niløse
- Nyrup
- Ruds Vedby
- Skellebjerg
- Stenlille
- Tersløse
- Vedde

## Consell municipal
Resultats de les eleccions del 18 de novembre del 2009:
| Partit                          | vots | % vots |
| ------------------------------- | ---- | ------ |
| Socialdemokratiet               | 5656 | 37,5   |
| Det Radikale Venstre            | 296  | 2,0    |
| Det Konservative Folkeparti     | 3253 | 21,6   |
| Danmarks Nationale Liste        | 12   | 0,1    |
| Retsforbundet                   | 51   | 0,3    |
| Socialistisk Folkeparti         | 2005 | 13,3   |
| Liberalsocialisterne            | 18   | 0,1    |
| Medborgerlisten                 | 351  | 2,3    |
| Dansk Folkeparti                | 1237 | 8,2    |
| Folkebevægelsen Ret- og Velfærd | 16   | 0,1    |
| Venstre                         | 2179 | 14,5   |

### Alcaldes
| Alcalde     | Període               | Partit             |
| ----------- | --------------------- | ------------------ |
| Ivan Hansen | 1-1-2007 a 31-12-2009 | Socialdemokraterne |
|             | 1-1-2010 a 31-12-2013 |                    |